# Hirmoneura brevirostris
Hirmoneura brevirostris är en tvåvingeart som beskrevs av Macquart 1846. Hirmoneura brevirostris ingår i släktet Hirmoneura och familjen Nemestrinidae. Inga underarter finns listade i Catalogue of Life.